# Gino Parin
Pour les articles homonymes, voir Parin.
Federico Guglielmo Jehuda Pollack, connu sous le nom de Gino Parin, né le 25 août 1876 à Trieste et mort le 9 juin 1944 à Bergen-Belsen, est un peintre italien d'ascendance juive, connu pour ses portraits de femmes. Il est aussi connu sous le nom de Friedrich Pollak ou Polak.

## Biographie

### Formation
Gino Parin commence ses études dans sa ville natale avec Eugenio Scomparini (qui a peut-être inspiré son pseudonyme), va ensuite à l'Académie des beaux-arts de Venise. Il termine ses études à l'Académie des Beaux-Arts de Munich avec Karl Raupp. C'est là qu'a lieu sa première exposition.  

### Carrière artistique
Au début, Gino Parin est surtout un caricaturiste, développant une satire de la bourgeoisie classique allemande. 

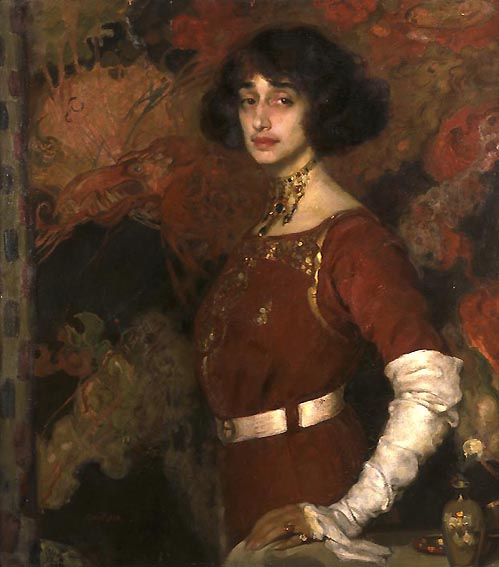
Portrait de Fanny Tedeschi

Quand il retourne à Trieste après avoir habité Paris, il commence à peindre des portraits, la production d'une longue série consacrée à la famille d'Ernesto Lackenbacher, une commandite de  la Riunione Adriatica di Sicurtà et Moise Mario Tedeschi, un ingénieur. En 1913, il remporte une médaille d'or au XI Internationalen Kunstausstellung dans le Cross.
Entre les deux guerres, il expose à Vienne (où il a été membre de la Hagenbund) et Trieste, et avait deux expositions à la Biennale de Venise. Il a également participé à des expositions à l'étranger et a reçu une médaille d'or à l'Internazionale Quadriennale de Turin en 1923
Il maintient des liens étroits avec l'Allemagne, bien que les lois raciales lui interdisent d'exposer après 1938. Quand il était un jeune homme, il avait acquis la nationalité suisse et a été un résident légal de Campo Blenio. Néanmoins, il a été arrêté en Italie et déporté au camp de concentration de Bergen-Belsen. Le long du chemin, il tombe gravement malade et meurt peu de temps après son arrivée.

### Vie privée
Durant une visite à Paris, il rencontre Ella Auler (1875-1962), une artiste et musicienne de Saint-Louis, dans le Missouri. Plus tard, ils se marient. Leur fils, Edgar, émigre aux États-Unis et avec sa femme, Ingri, devient un célèbre écrivain et illustrateur de livres pour enfants.